# Окуловская (Нижнеслободский сельсовет)
Окуловская — деревня в Вожегодском районе Вологодской области на реке Муж.
Входит в состав Нижнеслободского сельского поселения, с точки зрения административно-территориального деления — в Нижнеслободский сельсовет.
Расстояние по автодороге до районного центра Вожеги — 50,5 км, до центра муниципального образования Деревеньки — 1,5 км. Ближайшие населённые пункты — Деревенька, Черновская, Федюнинская, Холдынка, Засухонская.
По переписи 2002 года население — 68 человек (28 мужчин, 40 женщин). Всё население — русские.